# Солдатське (Новоукраїнський район)
Солда́тське — село в Україні, у Рівнянській сільській громаді Новоукраїнського району Кіровоградської області. Населення становить 115 осіб.

## Населення
Згідно з переписом УРСР 1989 року чисельність наявного населення села становила 132 особи, з яких 50 чоловіків та 82 жінки.
За переписом населення України 2001 року в селі мешкало 115 осіб.

### Мова
Розподіл населення за рідною мовою за даними перепису 2001 року:
| Мова       | Відсоток |
| ---------- | -------- |
| українська | 94,78 %  |
| молдовська | 5,22 %   |